# آيت عبد الرحملن (اغيسي)
آيت عبد الرحملن هو دُوَّار يقع بجماعة سيدي عيسى الركراكي، إقليم الصويرة، جهة مراكش آسفي في المملكة المغربية. ينتمي الدوّار لمشيخة اغيسي التي تضم 9 دواوير. يقدر عدد سكانه بـ 1038 نسمة حسب الإحصاء الرسمي للسكان والسكنى لسنة 2004.

## وصلات خارجية
- البوابة الوطنية للجماعات الترابية
- المندوبية السامية للتخطيط